# Erlong, Anhui
Erlong (kinesiska: 二龙) är en socken i östra Kina. Den ligger i Dingyuan härad i staden Chuzhou i provinsen Anhui, omkring 61 kilometer nordost om provinshuvudstaden Hefei. Antalet invånare är 10238. Befolkningen består av 4 822 kvinnor och 5 416 män. Barn under 15 år utgör 19,0 %, vuxna 15-64 år 67 %, och äldre över 65 år 12,0 %.
Erlong är en etnisk minoritetssocken för huifolket.